# Kultura Wałbrzycha
Wałbrzych jest ponadregionalnym ośrodkiem kultury, sztuki i oświaty. W mieście istnieje wiele instytucji kulturalnych o randze ogólnopolskiej. Istnieją dwa teatry, ośrodki i domy kultury, kina, muzea i wiele, wiele innych.

## Domy kultury i kluby
Niegdyś w Wałbrzychu działało ponad trzydzieści klubów, domów kultury i różnego rodzaju świetlic. Najprężniejsze były placówki dotowane poprzez wałbrzyskie kopalnie i koksownie. Każdy z domów kultury miał swą specjalizację. Np. Górniczy Dom Kultury przy Kopalni "Victoria" stanowił ośrodek kultury literackiej, były tam organizowane konkursy recytatorskie i turnieje poetyckie o Lampkę Górniczą. GDK kopalni "Wałbrzych", wiódł prym w działalności oświatowej, działał w nim również ośrodek kultury filmowej. GDK kopalni "Thorez" działał na polu tańca towarzyskiego, był ośrodkiem o działalności klubowej i estradowej. Dużym domem kultury był również obiekt należący do Spółdzielni Mieszkaniowej "Górnik", obecnie Wałbrzyski Ośrodek Kultury. Istniały również Klub Nauczyciela, Klub literacki oraz Klub Międzynarodowej Prasy i Książki (Empik). Ważną rolę w życiu kulturalnym Wałbrzycha odegrało powołanie 1 września 1975 r. Wojewódzkiego Domu Kultury. WDK był organizatorem i współorganizatorem wielu imprez rozrywkowo-metodyczno-kulturalnych w mieście. Placówka organizowała m.in. Festiwal Filmów Amatorskich i Muzyki Radzieckiej i Rosyjskiej w Lądku-Zdroju, przegląd teatrów amatorskich i zespołów muzycznych, Wałbrzyskie Ścieżki Literackie i wiele innych. Na początku lat 80. XX w. została ona przeniesiona z dzielnicy Gaj do Zamku Książ a następnie w 1991 została przeniesiona do Dzierżoniowa. Na początku lat 90. XX w. większość domów kultury uległa likwidacji.
Instytucjami kulturalnymi w Wałbrzychu są:
- Wałbrzyski Ośrodek Kultury,
- Filharmonia Sudecka,
- Teatr Dramatyczny im. Jerzego Szaniawskiego,
- Teatr Lalki i Aktora,
- Biblioteka Pod Atlantami,
- Centrum Nauki i Sztuki Stara Kopalnia
- Kina w Wałbrzychu - Obecnie na terenie miasta są 2 kina "Apollo" oraz "Cinema City" (kino wielosalowe znajdujące się w galerii Victoria). Wcześniej było ich pięć. Były to[potrzebny przypis]:
  - "Polonia"
  - "Górnik"
  - "Zorza"
  - "Apollo"
  - "Piaskowa Góra".

## Wałbrzyskie Towarzystwo Muzyczne im.Henryka Wieniawskiego
Początki tej instytucji kulturalnej sięgają lat 50. XX w., kiedy to powołana Dolnośląskie Towarzystwo Muzyczne. W 1960 r. z towarzystwa wypisało się miasto Szczawno-Zdrój, które założyło oddział towarzystwa im. Henryka Wieniawskiego w Poznaniu. Już w 1963 r. założyło ono własne towarzystwo im. H. Wieniawskiego, które było głównym organizatorem "Dni Henryka Wieniawskiego", prestiżowej imprezy muzycznej. W 1967 r. powstaje Wałbrzyskie Towarzystwo Kultury Muzycznej, opiekujące się Wałbrzyską Orkiestrą Symfoniczną (obecnie Filharmonia). Stan ten trwał do 1976 r., kiedy powołano Towarzystwo Muzyczne im. H. Wieniawskiego z siedzibą w Wałbrzychu, w skład którego weszły obydwa towarzystwa zarówno z Wałbrzycha jak i Szczawna-Zdroju (strona:www.wtm-szczawno.pl).